# Moritz Schulze (Fußballspieler)
Moritz Schulze (* 22. März 2001 in Grimma) ist ein deutscher Fußballtorwart. Er stand zuletzt beim Zweitligisten SpVgg Greuther Fürth unter Vertrag.

## Karriere
Nach seinen Anfängen in der Jugend des FC Grimma wechselte er im Januar 2018 in die Jugendabteilung von RB Leipzig. Für seinen Verein bestritt er zwölf Spiele in der A-Junioren-Bundesliga und kam in der Saison 2019/20 zu zwei Einsätzen in der UEFA Youth League. Im Sommer 2020 wechselte er zum Zweitligisten SC Paderborn 07. Er kam allerdings ausschließlich in der zweiten Mannschaft in der Oberliga Westfalen zum Einsatz.
Im Sommer 2023 wechselte Schulze zum Drittligisten Hallescher FC Dort war er zunächst hinter Sven Müller Ersatzmann, ehe sich Trainer Sreto Ristić beim abstiegsgefährdeten Klub im Herbst 2023 zum Torwartwechsel entschied und Schulze am 28. Oktober 2023, dem 13. Spieltag der Spielzeit 2023/24, beim 3:2-Auswärtssieg gegen den SSV Ulm 1846 zum Profidebüt verhalf. Bis Mitte Dezember stand er regelmäßig im Tor, ehe er nach einer Erkrankung ausfiel und wieder ins zweite Glied rückte. In der Rückrunde verpflichtete der Klub leihweise Philipp Schulze als neue Nummer 1, so dass er teilweise nicht mehr im Spieltagskader berücksichtigt wurde.
Im Juli 2024 wechselte Schulze zum Zweitligisten SpVgg Greuther Fürth. Hier war er zu Beginn der Spielzeit 2024/25 dritter Torhüter hinter Nahuel Noll und Nils Körber und spielte daher vornehmlich für die U-23-Mannschaft in der Regionalliga Bayern, sofern er nicht als Ersatzmann bei der Zweitligamannschaft auf der Bank saß. Nachdem beide Konkurrenten parallel kurz vor Weihnachten 2024 ausfielen, kam er beim 1:0-Erfolg über Hannover 96 am 15. Dezember zu seinem Zweitligadebüt. Nach der Winterpause war er zunächst wieder Ersatzmann, musste aber bei der 1:2-Niederlage bei Preußen Münster zum Rückrundenauftakt am 18. Januar als Einwechselspieler den verletzten Körber ersetzen. Kurze Zeit später verpflichtete der Klub mit Leihspieler Lennart Grill einen weiteren Torhüter. Im Sommer 2025 trennte sich der Verein von ihm.